# Mateusz Masternak
Mateusz Masternak est un boxeur polonais né le 2 mai 1987 à Iwaniska.

## Carrière
Passé professionnel en 2006, il devient champion d'Europe EBU des poids lourds-légers le 15 décembre 2012 après sa victoire aux points contre Juho Haapoja. Il défend ce titre contre Shawn Corbin puis s'incline à la 11e reprise face au russe Grigory Drozd. Le 5 décembre 2014, il affronte à Issy-les-Moulineaux Jean-Marc Mormeck et s'impose aux points par décision majoritaire.
Battu par Tony Bellew lors d'un nouveau championnat d'Europe en 2015, Masternak enchaine par cinq victoires, notamment aux dépens de Youri Kayembe Kalenga le 21 avril 2018. Il obtient une nouvelle chace mondiale le 10 décembre 2023 mais est battu par Chris Billam-Smith, champion WBO des lourds-légers, par abandon à l'issue du 8e round.